# ديفيد فونسيكا
ديفيد فونسيكا (بالبرتغالية: David Fonseca‏) هو مغني وكاتب أغاني ومصور برتغالي، ولد في 14 يونيو 1973 في ليريا في البرتغال.

## وصلات خارجية
- الموقع الرسمي
- دايفيد فونسيكا على موقع ميوزك برينز (الإنجليزية)
- دايفيد فونسيكا على موقع أول ميوزيك (الإنجليزية)
- دايفيد فونسيكا على موقع ديسكوغز (الإنجليزية)